# ویلیام بردلی (بازیکن فوتبال)
ویلیام بردلی (انگلیسی: William Bradley؛ زادهٔ ۱ مارس ۱۸۹۳) بازیکن فوتبال اهل بریتانیا است.
از باشگاه‌هایی که در آن بازی کرده‌است می‌توان به باشگاه فوتبال نیوکاسل یونایتد اشاره کرد.